# Ernst Schwering

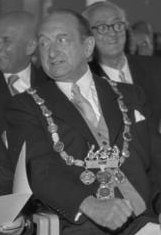
Ernst Schwering 1955 bei der Eröffnung des Gürzenich

Ernst Ferdinand Schwering (* 15. November 1886 in Coesfeld; † 2. März 1962 in Köln) war ein deutscher Jurist und Politiker (CDU) sowie Oberbürgermeister von Köln.

## Leben
Ernst Schwering war Sohn des Mathematikers und Pädagogen Karl Schwering und von Elisabeth Schwering, geb. Bispinng. 1927 heiratete er Maria Sybilla Elshorst. Aus der Ehe entstammten vier Kinder: Karl-Ernst (* 1929), Marlene (* 1931), Hermann (* 1932) und Ursula (* 1935).
Ernst Schwering studierte nach dem Besuch des Gymnasiums Rechtswissenschaften an der Rheinischen Friedrich-Wilhelms-Universität Bonn. Das Referendarsexamen legte er 1909 ab. Schwering promovierte 1913 zum Dr. jur.; das Examen bestand er 1913 in Heidelberg. Der Titel seiner Dissertation lautete Die Zwangsvollstreckungs-Vereitelung des § 288 StGB. Das Assessorexamen bestand er am 7. Februar 1914.
Während des Ersten Weltkrieges trat er 1915 als Stadtassessor in die Stadtverwaltung Köln ein. Er arbeitete zunächst im Gesundheitsamt, ab April 1916 unter dem 1. Beigeordneten Konrad Adenauer in den Kriegswirtschaftlichen Abteilungen, auch in der Abteilung für Volksaufklärung (1918). Am 1. April 1920 wurde Ernst Schwering zum Stadtdirektor, daneben war er Direktor der Einkaufsgesellschaft Rhein-Mosel. Im Oktober 1920 wurde er zum Direktor des Wohnungsamtes.
Er war von 1924 bis 1926 Stadtverordneter und von 1926 bis 1933 Beigeordneter der Stadt Köln. 1933 wurde er von den Nationalsozialisten des Amtes enthoben; seine Entlassung und die Entlassung von sechs weiteren Beigeordneten erfolgte am 17. März 1933 unter der Beschuldigung der Korruption. Danach wurde er als Rechtsanwalt am Amts- und Landgericht Köln tätig.
Ernst Schwering war ab 1945 Mitglied der CDU. Er war Mitglied des Vorstandes der CDU Köln-Stadt. Von 1945 bis 1946 wirkte er als Beigeordneter der Stadt Köln sowie ab 1946 als Stadtverordneter. In dieser Funktion war er Fraktionsvorsitzender. Er war 1948, 1950 und von 1952 bis 1956 Oberbürgermeister der Stadt Köln. 1949, 1951 und von 1957 bis 1958 wirkte er als Bürgermeister Kölns.
Als er am 20. November 1952 gewählt wurde, sah er seine wichtigste Aufgabe darin, die Stadtverfassung an die gültige Gemeindeordnung für das Land Nordrhein-Westfalen anzupassen. Während seiner Amtszeit wurde Max Adenauer am 31. Juli 1953 zum Oberstadtdirektor von Köln gewählt. Im Jahre 1955 eröffnete er das Amerika Haus (Köln).
Von 1950 bis 1954 war Schwering Vizepräsident, von 1954 bis 1955 und erneut von 1957 bis 1958 Präsident des Deutschen Städtetages. Mitglied der Landschaftsversammlung Rheinland war er von 1953 bis 1962, davon 1953–1956 und 1961–1962 als Vorsitzender der Landschaftsversammlung.
Ernst Schwering war vom 5. Juli 1950 bis zu seinem Tod am 2. März 1962 direkt gewähltes Mitglied des zweiten, dritten und vierten Landtags von Nordrhein-Westfalen für den Wahlkreis 013 Köln-Stadt I.

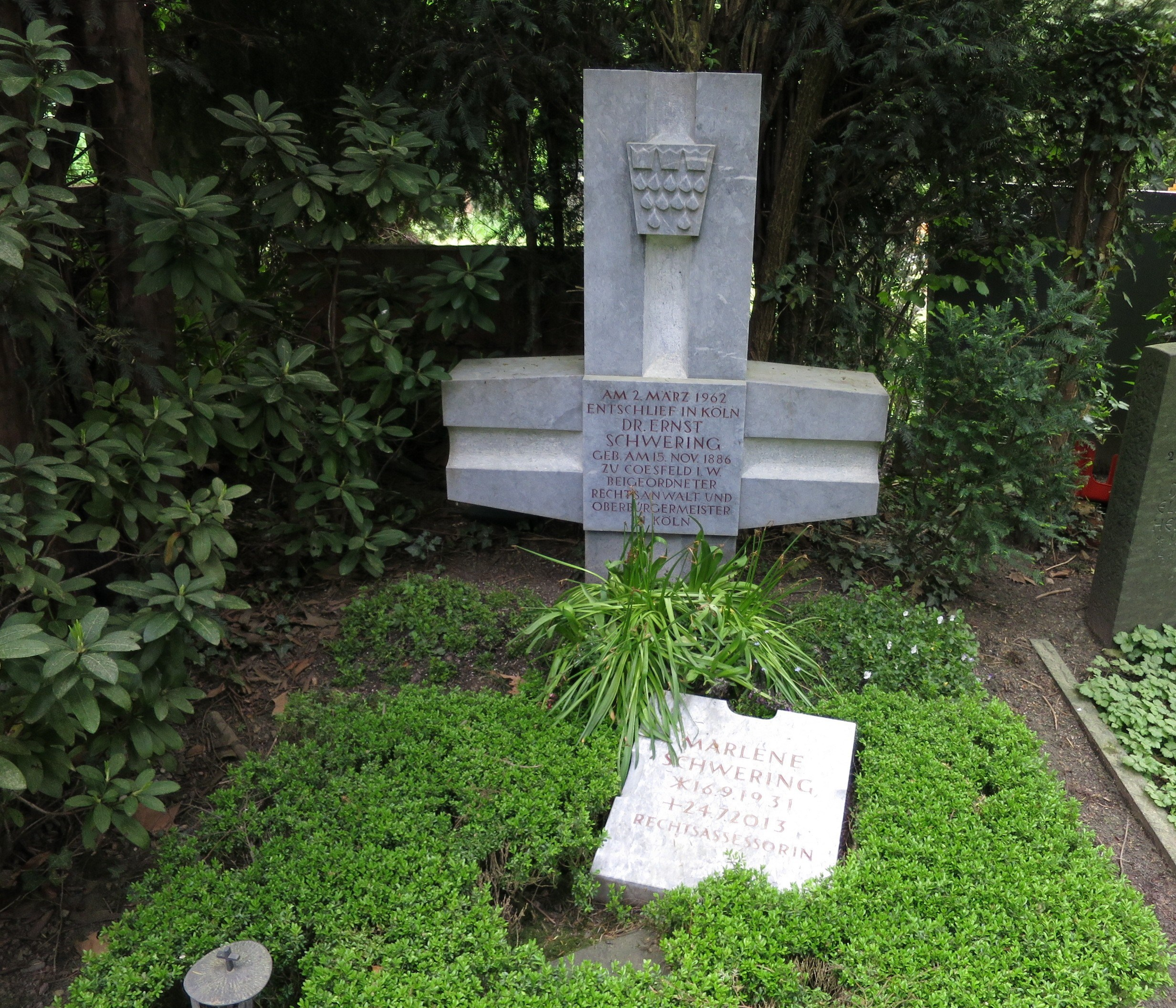
Grab auf dem Friedhof Melaten

Seine Grabstätte befindet sich auf dem Kölner Friedhof Melaten (Flur 19 (D)).